# Vilada
Vilada är en kommun i Spanien.   Den ligger i provinsen Província de Barcelona och regionen Katalonien, i den östra delen av landet, 500 km öster om huvudstaden Madrid. Antalet invånare är 486. Arean är 22,3 kvadratkilometer. Vilada gränsar till Castell de l'Areny, Borredà, La Quar, Cercs och La Nou de Berguedà. 
Terrängen i Vilada är kuperad.